# Xintai
Xintai (新泰市S, XīntàiP) è una città-contea della Cina, situata nella provincia dello Shandong e amministrata dalla prefettura di Tai'an.